# Considerazioni sui Discorsi del Machiavelli
Con le Considerazioni  sui Discorsi del Machiavelli, Francesco Guicciardini contesta le opinioni espresse da Niccolò Machiavelli non limitandosi solo ai singoli momenti della trattazione ma a tutta la filosofia della storia su cui Machiavelli fondava il suo Classicismo. Guicciardini non considera la storia come possibile modello da seguire; pensa che non possa esistere nella storia un modello da seguire poiché una situazione vissuta in passato non può essere compatibile con un'altra nel corso della storia. Il fulcro dell'ideologia guicciardiana consiste nel rifiuto della concezione classica e umanistica della storia, intesa come "maestra di vita". Questo comporta una visione del mondo frammentaria e relativista, incapace di dare sicurezze e criteri certi. 
Questa posizione, moderna ed originale, viene elaborata, sul piano teorico, nella riflessione dei Ricordi, trovano alla fine la possibilità di una verifica concreta nella Storia d'Italia.